# خرغوس
الخرغوس أو الكلثا (الاسم العلمي: Caltha) هو جنس من النباتات يتبع الفصيلة الحوذانية من رتبة الحوذانيات.
نبات معمر يزهر في الربيع ينمو في المنطقة المعتدلة الشمالية في الأماكن الرطبة والنوع الشائع هو الخرغوس السبخي أوراقه مستديرة لامعة، وأزهاره صفر فواقع تشبه أزهار الشقائق .

## أنواع الخرغوس
- خرغوس سابح
- خرغوس سبخي
- خرغوس سويقي جذري
- خرغوس سيبيري
- خرغوس رقيق السبلات
- خرغوس طبي
- خرغوس مسنن
- خرغوس مميز الحواف
- خرغوس نيوزيلندي